# Anthony Wallace
Anthony Wallace (ur. 26 stycznia 1989 w Nowym Jorku) – amerykański piłkarz występujący na pozycji obrońcy lub pomocnika. Zawodnik klubu Jacksonville Armada FC.

## Kariera klubowa
Wallace karierę rozpoczynał w 2006 roku w zespole South Florida Bulls z uczelni University of South Florida. W 2007 roku poprzez MLS SuperDraft trafił do FC Dallas. W MLS zadebiutował 16 września 2007 roku w przegranym 2:4 pojedynku z New England Revolution. W Dallas spędził 3 lata. W tym czasie rozegrał tam 15 ligowych spotkań.
W 2010 roku przeszedł do Colorado Rapids (również MLS) w zamian za wybór w MLS SuperDraft 2011 oraz 2012. W tym samym roku zdobył z klubem MLS Cup, po pokonaniu w jego finale 2:1 FC Dallas. W listopadzie 2010 roku w MLS Expansion Draft został wybrany przez Portland Timbers. W zamian za pieniądze wrócił jednak do Colorado. W 2014 grał w Tampa Bay Rowdies, a w 2015 w New York Red Bulls. W 2016 przeszedł do Jacksonville Armada FC.

## Kariera reprezentacyjna
Wallace jest byłym reprezentantem Stanów Zjednoczonych U-17 oraz Stanów Zjednoczonych U-20. Wraz z kadrą U-20 w 2007 roku wziął udział w Mistrzostwach Świata U-20, na których zagrał w 4 spotkaniach, a zespół USA zakończył turniej na ćwierćfinale.
W pierwszej reprezentacji Stanów Zjednoczonych zadebiutował 22 stycznia 2011 roku w zremisowanym 1:1 towarzyskim meczu z Chile.